# Rathaus Bromskirchen

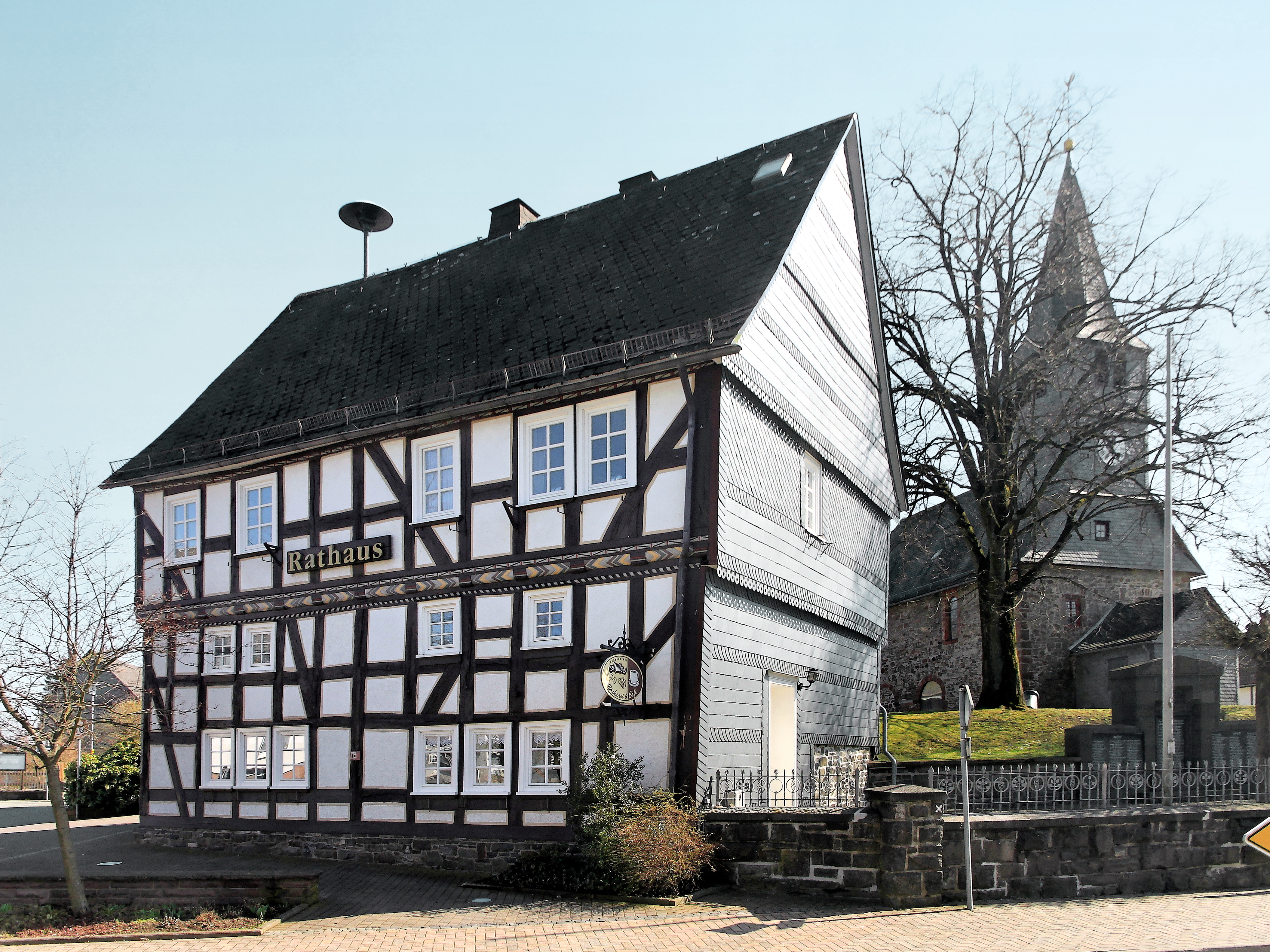
Rathaus und evangelische Kirche

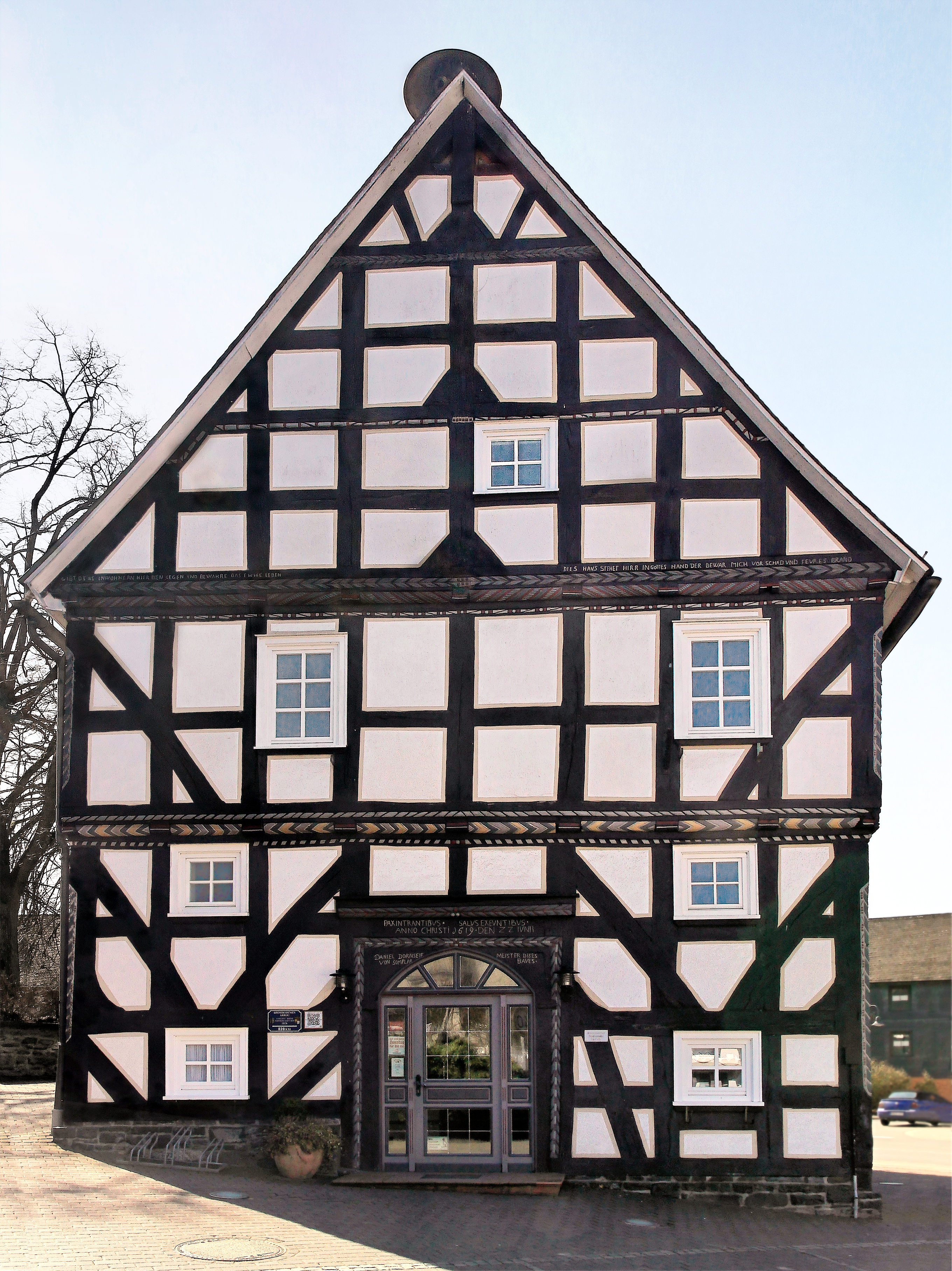
Rathaus von Nordosten mit Eingang zur Bäckerei

Das Rathaus Bromskirchen ist ein denkmalgeschütztes Gebäude in Bromskirchen, einem Ortsteil der Gemeinde Allendorf (Eder) im Landkreis Waldeck-Frankenberg (Hessen).
Das Gebäude wurde ab 1619 vom Zimmermeister Daniel Dornseif aus Somplar in nachgotischer Konstruktion erbaut. Es prägt direkt nordwestlich der evangelischen Pfarrkirche an der zentralen Kreuzung gelegen das Ortsbild. Das zweigeschossige Fachwerkhaus mit ornamentalen Schnitzereien steht auf einem flachen Werksteinsockel und wird von einem steilen Satteldach abgeschlossen. Über dem hallenartigen Erdgeschoss befindet sich ein niedriges Obergeschoss, in dem früher die Ratsstuben und seit 2009 ein Trauzimmer untergebracht ist. Hinter dem nordöstlichen Eingang befindet sich ein Bäckerladen.